# Azione Artigianale
Azione Artigianale es una discográfica independiente fundada en el año 2000 por los miembros del grupo de rock argentino Pez para promover, en un comienzo, sus propios materiales. Luego esta idea se extendió a más artistas, y es así que hoy el catálogo de Azione Artigianale cuenta con nueve artistas y diecinueve títulos.
Entre los más destacados se encuentran Flopa Manza Minimal (2003), único disco del grupo del mismo nombre; los dos discos solistas de Ariel Minimal y el material de Gabriel Ferro y Florencia Lestani.

## Breve manifiesto
Manifiesto aparecido en el sitio web de Azione Artigianale:

El sello fue creado originalmente por los músicos de Pez con la intención editar su propio material. Por suerte, esa función se extendió a otros valiosos artistas, quienes siguieron aportando su música y sus ideas. En Azione Artigianale no hay presidente ni ejecutivos de cuenta; no hay director artístico, no hay cadetes, no hay dueños. Funciona como una cooperativa donde todos trabajamos para mantener activo al sello, con nuestros aciertos y limitaciones.
azure

## Catálogo

### Pez
Pez lleva editados veinte álbumes, siendo el principal atractivo del sello.
| 1994 |  | Cabeza                             |
| 1996 |  | Quemado                            |
| 1998 |  | Pez                                |
| 2000 |  | Frágilinvencible                   |
| 2000 |  | Cabeza/Quemado [reedición]         |
| 2001 |  | Convivencia sagrada                |
| 2002 |  | El Sol detrás del Sol              |
| 2004 |  | Folklore                           |
| 2005 |  | Para las almas sensibles [en vivo] |
| 2006 |  | Hoy                                |
| 2007 |  | Los orfebres                       |
| 2009 |  | El porvenir                        |
| 2010 |  | Pez                                |
| 2010 |  | ¡Viva Pez!                         |
| 2011 |  | Volviendo a las cavernas           |
| 2013 |  | Nueva era, viejas mañas            |
| 2013 |  | Psicodelicia (DVD)                 |
| 2014 |  | El manto eléctrico                 |
| 2016 |  | Rock nacional                      |
| 2017 |  | Pelea al horror                    |
| 2018 |  | Banda de covers                    |
| 2019 |  | Kung Fu                            |

Tanto Cabeza como Quemado fueron editados a partir de 2000, debido a que previamente los derechos le correspondían a la desaparecida discográfica independiente Discos Milagrosos.

### Flopa Manza Minimal
Flopa Manza Minimal, el exitoso proyecto de Ariel Minimal junto a Florencia Flopa Lestani y Mariano Manza Esain vio su único disco editado por este sello en 2003.
| 2003 |  | Flopa Manza Minimal |

### Flopa
Florencia Lestani, más conocida como Flopa, ha editado su material solista por este sello, también siendo un artista símbolo del mismo.
| 2004 | Dulce fuerte grave |
| 2007 | Emoción homicida   |

### Ariel Minimal
Minimal, cantante de Pez, grabó dos álbumes, editados por su propio sello.
| 2004 | Un hombre solo no puede hacer nada                        |
| 2006 | Un día normal en el maravilloso mundo de Ariel Minimal    |
| 2008 | Ese impulso superior (en colaboración con Florencia Ruiz) |
| 2019 | Ahora sí                                                  |

### Gabo
Gabriel Gabo Ferro, excantante de Porco, inició su carrera solista gracias a la gestión de Azione Artigianale, y editó sus tres primeros discos por este sello.
| 2005 | Canciones que un hombre no debería cantar |
| 2006 | Todo lo sólido se desvanece en el aire    |
| 2007 | Mañana no puede seguir siendo esto        |

### Hernán
El diseñador gráfico y poeta Hernán, responsable del arte de todos los discos de Pez, editó un álbum musicalizando sus poemas en 2005.
| 2005 | Madrecitas de veintipico |
| 2009 | Ahora                    |

### Sur Oculto
El trío de rock instrumental de Córdoba Sur Oculto editó su segundo disco, Estados, en 2005.
| 2005 | Estados                                                                |
| 2011 | Sur Oculto (edición de Eden S.R.L. y el logo extraterrestre de Azione) |

### Juan Ravioli
El joven músico Juan Ravioli editó su primer disco por este sello en 2006.
| 2006 |  | Álbum para la juventud Vol. 1 (París 1980) |
| 2009 |  | Álbum para la juventud Vol. 2              |

### Helecho
Esta banda de jazz editó su segundo disco Plagio por medio del sello. Ya tenían editados otros dos de forma independiente.
| 2006 |  | Plagio |

### Honduras
| 2008 |  | La única posición es la oposición |
| 2009 |  | Honduras 3                        |
| 2010 |  | Cédula dormida                    |

### Franco Salvador
| 2008 |  | Hago lo que quiero y quiero lo que hago |

### Compañero Asma
| 2009 |  | Guitarra dulce hogar |

### Tantra
| 2010 |  | Satori |

## Proyectos
Las próximas ediciones de Azione Artigianale incluirían:
- Reediciones de los discos anteriores de Helecho.
- Nuevas reediciones de los álbumes de Pez.